# Vinorodni okoliš Šmarje - Virštanj
Šmarsko-virštanjski vinorodni okoliš (1508 ha) je eden od sedmih vinorodnih okolišev 9813 hektarov obsegajoče slovenske vinorodne dežele Podravje. Obsega geografsko področje od Kozjanskega do Bizeljskega. Najboljše vinogradniške lege so v okolici krajev Dramlje, Sladka Gora, Tinsko in Virštanj.
Tako kot v drugih podravskih okoliših tudi na tem območju prevladuje pridelava belih vin: laški rizling in sauvignon sta na prvem mestu; od rdečih vin sta najpogostejši modra frankinja in žametovka. Zvrst: rdeči in beli virštajnčan.